# مالینووکا ماوا
مالینووکا ماوا (به لاتین: Malinówka Mała) یک روستا در لهستان است که در گمینا اوک واقع شده‌است.